# Ihi
Ihi är visdomens och lärdomens gudinna inom Tahitis mytologi. Hon är dotter till gudarnas kung Taaroa. 